# Стельмаховка
Стельмаховка (укр. Стельмахівка) — село в Луганской области на востоке Украины. Входит в Сватовский район
Население по переписи 2001 года составляло 505 человек, население на конец августа 2024 года составляет 0 человек. Почтовый индекс — 92623. Телефонный код — 6471. Занимает площадь 4,253 км². Код КОАТУУ — 4424087801.

## История
2 и 5 марта 1921 года во время боёв в районе населённых пунктов Стельмаховка и Швецова-Шахово отличился И. М. Машин

В марте 2022 года село было оккупировано армией РФ в ходе вторжения России на Украину, в октябре 2022 года освобождено ВСУ. 2 ноября 2022 года из села вывезла последних семерых мирных жителей.
С 29 августа 2024 года находится под контролем ВС РФ.

## Местный совет
92623, Луганська обл., Сватівський р-н, с. Стельмахівка, вул. Шкільна, 5 (укр.)